# メチルヘプテノン
メチルヘプテノン（英: methylheptenone）または、スルカトン（英語: sulcatone）は、脂肪族ケトンの一種である。IUPAC名は、6-メチル-5-ヘプテン-2-オン（英語: 6-Methyl-5-hepten-2-one）。C8H14Oの化学式を持つ、フィルベルトン（Filbertone、5-メチル-2-ヘプテン-4-オン）などの異性体がある。消防法による第4類危険物 第2石油類に該当する。

## 製造
天然には、1890年代に多くの植物の精油中から発見された。レモングラスの精油に2%ほど、その他カモミールやレモンバームなど多くの精油にもわずかずつ含まれる。工業的にはアセトンとアセチレンのエチニル化反応により3-メチル-1-ブチン-3-オールをつくり、これを半還元することによりメチルヘプテノンが得られる。

## 用途
リナロール、シトラール、ゲラニオール、ラバンジュロールをはじめとするモノテルペンの合成原料として重要である。蚊などの害虫に対しては忌避効果がある。